# Китайская ассоциация вэйци
Китайская ассоциация вэйци (кит. трад. 中國圍棋協會, упр. 中国围棋协会, пиньинь Zhōngguó Weíqí Xíehuì, палл. чжунго вэйци сехуэй — главная китайская организация в го, отвечающая за деятельность и развитие в этом виде интеллектуального спорта в Китае. Китайская ассоциация вэйци является подразделением организации Zhongguo Qiyuan, в юрисдикции которой находятся интеллектуальные виды спорта.
Известно, что игра го появилась в Китае более 2500 лет назад, тем не менее в начале XX века на мировой арене доминировали японские спортсмены, а крупной китайской го-организации не существовало. В 1960 году министр иностранных дел КНР Чэнь И, являвшийся поклонником игры, организовал визит в Китай пяти японских профессиональных игроков. После этого правительство признало го национальным видом спорта, и в Пекине и Шанхае появились первые организации по го. Последовавшие за этим дружеские матчи между китайскими и японскими игроками и обмен опытом привели к повышению популярности го в стране, однако распространение го было прервано во время Культурной революции. В 70-х годах процесс развития го в Китае возобновился. В 1973 году была основана Китайская ассоциация вэйци. В 1979 году китайский спортсмен Не Вэйпин выиграл 1-й Чемпионат мира по го среди любителей, а к 2012 году распределение победителей этого чемпионата по странам было таково:
- Китай — 19 побед
- Япония — 8 побед
- Республика Корея — 5 побед
- Гонконг (1986 г.) — 1 победа[3].

Начиная с 80-х годов китайские игроки стали постепенно отвоёвывать основные международные титулы го; стали появляться и развиваться собственные китайские титулы го.

## Председатели организации
1. Ли Мэнхуа (李梦华): 1962—1988
2. Чэнь Цзудэ (陈祖德): 1988—2006
3. Ван Жунань (王汝南): 2006—2017
4. Линь Цзянчао (林建超): 2017[4]—настоящее время